# エドモンド・バートン
サー・エドモンド・バートン（Sir Edmund Barton、1849年1月18日 – 1920年1月7日）は、オーストラリアの政治家、裁判官、王室顧問弁護士（en:QC）、である。初代のオーストラリアの首相であり、オーストラリア高等裁判所創設時の裁判官だった。
愛称は「大酒飲みトビー」（"Toby Tosspot"）。
オーストラリア史でのバートンの最高の貢献は、1890年代を通してのバートンの連邦運動の立ち回りである。1901年の連邦選挙で選出され初代首相に就任したバートンは1903年に首相の座を辞し、オーストラリア高等裁判所判事となった。

## 生い立ち

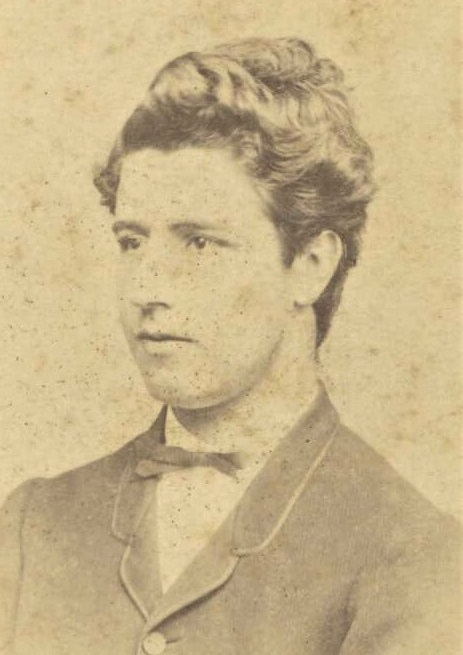
バートン17歳

バートンは株式仲買人ウィリアム・バートンとメアリー・ルイーズ・バートンの9番目の子としてシドニー市のグレーブ（Glebe）の郊外で生まれた。バートンはフォート・ストリート高校（en:Fort Street High School）とシドニー・グラマースクール（en:Sydney Grammar School）で教育を受けた。同校では2度の生徒会長を務め、また生涯の長い友にして後の同僚（最高裁判事）となるリチャード・オコーナー（en:Richard O'Connor）と出会った。バートンはシドニー大学に通い、古典に関して、首席の成績および大学勲章（en:University Medal）と共に卒業した。クリケットでもバッティングで相当の技量をみせた（しかし、守備は駄目だった）。バートンは1871年に法廷弁護士になった。1870年にニューカッスルのクリケット旅行でバートンはジェーン・メイソン・ロスという女性と出会い1877年に結婚した。
1879年にバートンは、ハリス男爵（en:Lord Harris）が指揮を取るイングランドのチームとニューサウスウェールズ州のチームがクリケットの試合をする際、審判を務めた。この試合は、別の審判の論議を呼ぶ判定により群集が競技場に雪崩れ込み、クリケットの国際試合における世界初の暴動（シドニー暴動 (1879年)）へと発展した。世評によれば、その状況を静める若きバートンの応対が、彼がオーストラリア初の首相に上り詰める最初のステップとして、何年か後に州の下院議員席を勝ち取る一助となった。

### 政情

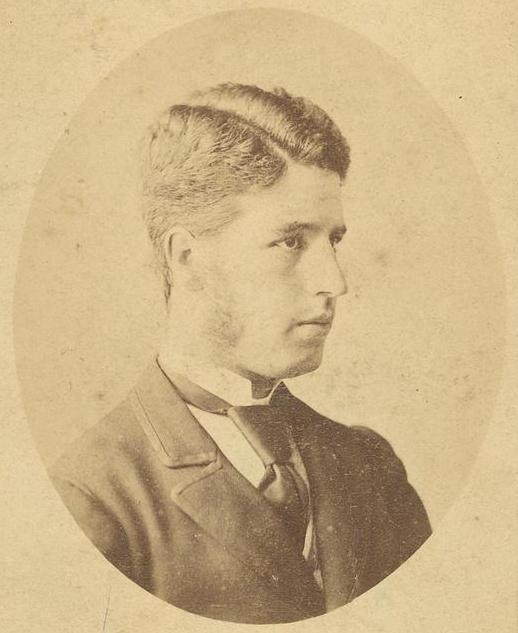
バートン23歳

1876年バートンはシドニー大学選挙区（en:University of Sydney）でニュー・サウス・ウェールズ州下院（en:New South Wales Legislative Assembly）に立候補した。しかしバートンは43票に対し49票でウィリアム・チャールズ・ウィンディヤー（en:William Charles Windeyer）に打ち負かされた。
バートンは1877年にも同じ議席で失敗したが1879年8月に当選。1880年に任期が終わった後は1880年から1882年までウエリントン選挙区（en:Electoral district of Wellington）と1882年11月から1887年1月までイースト・シドニー選挙区（en:Electoral district of East Sydney）の下院議員を務めた。この時期バートンは自由貿易へのバートンの指摘は「ほぼ不要」であると考えた。1882年にバートンは立法議会の議長になり、1884年にはシドニー大学連盟（en:University of Sydney Union）の学長に選出された。バートンはサー・ヘンリー・パークス（en:Henry Parkes）にニュー・サウス・ウェールズ州上院（en:New South Wales Legislative Council）へと推薦された。
1889年1月、保護貿易党（en:Protectionist Party）のジョージ・ディブス（en:George Dibbs）により州の司法長官に任命された。バートンは（自由貿易に対するディブスの早まった保護政策を嫌ってはいたが）これを受けた。この政府は同年3月までしか継続せず、すぐにヘンリー・パークス（en:Henry Parkes）政権に取って代わられた。

## 連邦運動

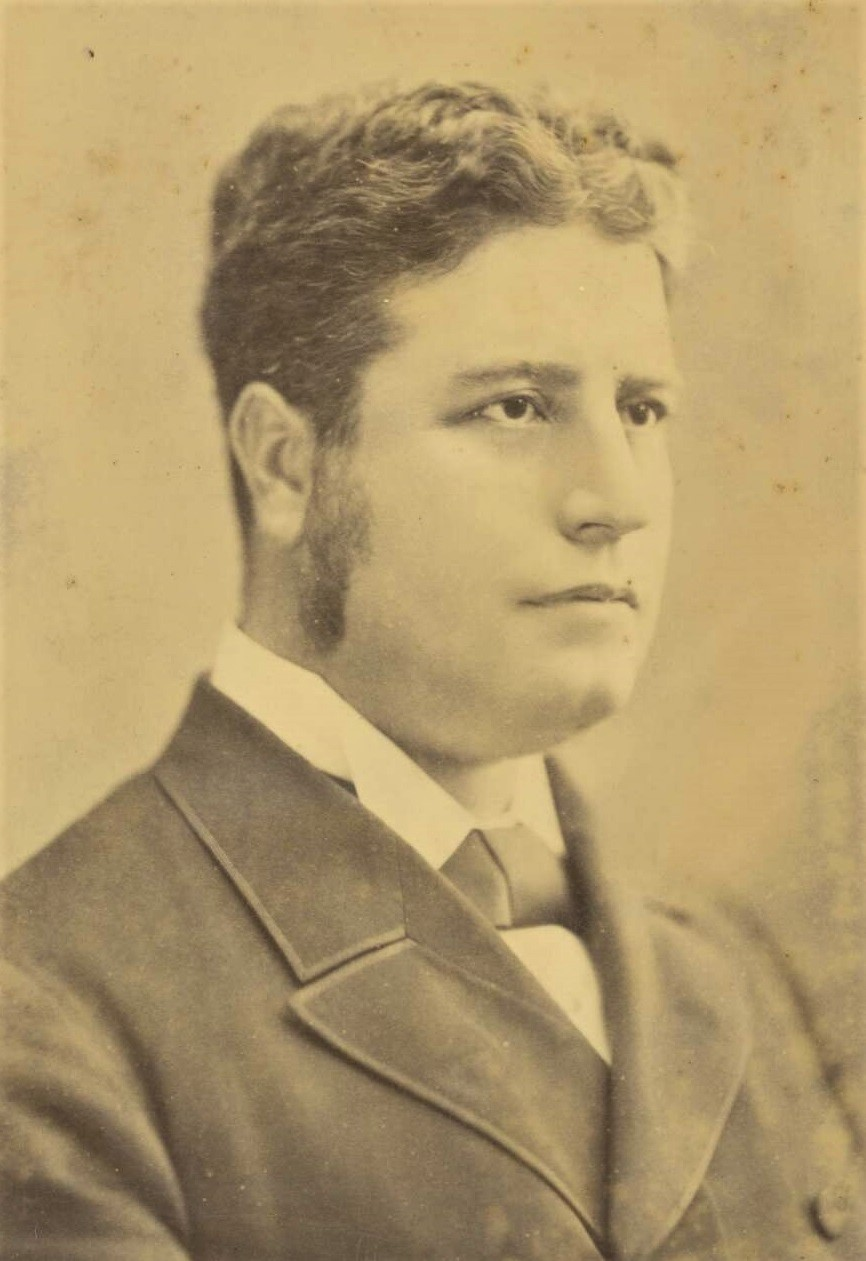
バートン34歳

### 1891年オーストラリア憲法制定会議
エドモンド・バートンはオーストラリア連邦の創設への早くからの支持者で、それはヘンリー・パークスのテンタフィールドの演説（en:Tenterfield Oration）の後、重大な政治議題になり1891年3月にオーストラリア憲法制定会議へ委任された。
この会議でバートンは連邦のオーストラリアで"貿易と交流…は完全に自由になるだろう"という連邦化への明確な支持を明らかにした。
バートンは同様に下院だけでなく上院は代表して枢密院司法委員会（en:Judicial Committee of the Privy Council）への上告の権利を撤廃するべきであることを主張した。バートンはオーストラリア憲法（en:Constitution of Australia）草案作成にも参加し、それは1900年のオーストラリア憲法制定時と極めて似たものだった。
にもかかわらず、保護貿易論者は連邦化に熱心な支持者ではなく、1891年6月にバートンは上院から辞任し、イースト・シドニーで出馬して連邦化に敵対する内閣を意味した限り彼らはバートンから投票を得られないだろうと宣言した。バートンは投票で勝り、後にパークスに投票したがバートンの少数与党政府で地位を得ることを辞退した。後に労働党は政府への支持を取りやめ政府は1891年10月に勢力を失っていき、パークスはニュー・サウス・ウェールズで連邦化運動の指導者の地位を引き継ぐようにバートンを説得した。

### 2度の司法長官
ディブスは保護貿易党政府を結成し、バートンは弁護士として私的な業務を遂行するのに都合が良い司法長官になることに同意した。バートンの協定は来たるべき議会会議で連邦制決議案の支持をディブスが同意することに基づかれてのものだ。連邦制決議を起草するバートンの試みは1892年ブロークンヒルの鉱夫ストライキと複雑な選挙改革議案のバートンのキャリッジに対処しなければならない時、ニュー・サウス・ウェールズ州知事（en:Premiers of New South Wales）としての活動の休止によって遅れた。1892年11月22日、バートンは下院で連邦決議を披露したが議会委員会でそれらの決議の尊重を得ることは出来なかった。その間、バートンは1892年12月にコロワとオルベリーの集会で国民に連邦化を広げるキャンペーンを始めた。にもかかわらず、バートンは1893年10月の委員会で最終的に連邦決議をうまく取りまとめたが議会によって討議される一覧の中にそれらを入れる事が出来なかった。12月、バートンと裁判所を代表する大臣リカード・オコーナーは政府に抵抗する私的な弁護士としての役目を務めることでプラウドフット鉄道委員でそれらの疑義をさしはさまれた。バートンが法廷弁護士の職を辞している間、政府に抵抗する行動の中で弁護士としてのプロの能力で決議に大臣権の動議を失い、即座に司法長官の職を辞した。
1894年7月、バートンはランドウィック（イースト・シドニーの多議員選挙区）の選挙区で再選するため立候補し落選。バートンは1895年の選挙では国会議員達が賃金を支払わなかった期間中も大家族を養う必要があったので立候補しなかった。しかしながら、バートンは1893年1月から1897年2月までの間の期間中連邦化のキャンペーンを続け、バートンはアシュフィールドのシドニー郊外を含むニュー・サウス・ウェールズの300近くの集会所で挨拶した。
バートンはそこで「歴史上で初めて、我々は大陸のための国民と国民のための大陸を持っている。」と宣言した。1897年までにはバートンは「全オーストラリアで認められた連邦化運動の指導者」として尊敬された。

### オーストラリア連邦憲法制定会議と参政権
1897年にエドモンド・バートンはニュー・サウス・ウェールズから連邦化を提案するために憲法を発展させる憲法会議（en:Constitutional Convention）へ選出された代議員の得票数を上回った。にもかかわらず、サミュエル・グリフィス（en:Samuel Griffith）は憲法の草案の大部分を書いたがバートンはそれを協議会を通して遂行する政治的指導者だった。
1897年5月、バートンは連邦議案を主導するジョージ・リードの推薦で州議会上院に2度任命された。これでリードの司法長官ジョン・ヘンリー・ウォント（en:John Henry Want）は議案に反対する自由裁量を与えられた。1897年9月、協議会は植民地時代から論議された286の改正案が提案されたシドニーで開かれた。1898年3月に憲法草案を成立させ、バートンは6月の国民投票で賛成票のためのキャンペーンを導くためニュー・サウス・ウェールズに戻った。けれども多数の支持を獲得したが、それは可決に必要とする最低票数8万のうちの7万1595票しか達成しなかった。
1898年7月にバートンは立法議会の選挙でリード対抗して出馬するために上院を辞職したが落選。9月にバートンはヘイスティングスとマクリーの補欠選挙で勝ちすぐに親連邦化と反連邦化の保護貿易者達との混成でなった反対派のリーダーとして選出された。1899年1月、リードは他の州から重要な譲歩を得て全州で選挙運動を行ったバートンと共に1899年6月の2度目の国民投票のためキャンペーンを行いその中でバートンと合流した。8万2741に対し10万7420票が通過した。
1899年8月、労働党がリード政府を辛辣に追いやることが出来たことが明らかになった時、バートンは労働党のやり方を容認できず反対派のリーダーを辞した。そしてバートンの後をウィリアム・ライン（en:William Lyne）が継いだ。バートンは再び司法長官になる要請を拒否した。バートンは女王陛下の政府（en:Her Majesty's Government）に連邦法案の説明をするため
アルフレッド・ディーキンとチャールズ・キングストンen:Charles Kingstonと共にロンドンへ出来るよう1900年2月、議会から辞職した。イギリス政府は、憲法草案に取り入れられるよう枢密院への上訴の撤廃に反対し頑なな態度を取った。結局バートンは（内々に、en:Inter se）憲法の争点はオーストラリア高等裁判所で成立させる事に同意したが他の争点は女王枢密院（en:PC ）へ訴えることができた。

## 初代首相

1898年、未来のオーストラリア初代首相エドモンド・バートン49歳と2代目首相アルフレッド・ディーキン

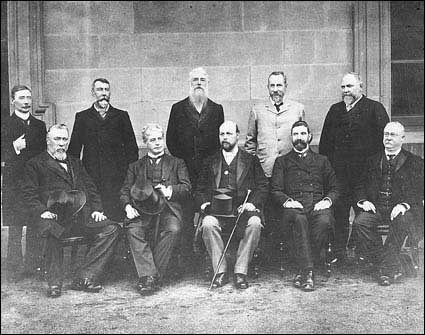
初代と2代目のオーストラリア首相、エドモンド・バートンとアルフレッド・ディーキン（1901年内閣）

ごくわずかな人々しか最古の州で連邦主義者のリーダーをするバートンが新連邦の初代首相になることを疑わなかった。しかし新たに到着したオーストラリアの総督ホプトウン卿はそうではなく政府機関を組織しニュー・サウス・ウェールズ州知事ウィリアム・ライン（en:William Lyne）を招いた。連邦議会がまだ設立されていないので下院与党のリーダーを任命する通例の議会は行うことが出来ず、適用する事は無かった。
ホプトウン卿の失敗（en:Hopetoun Blunder）で知られるホプトウン卿の決定は地位を守る事が出来た。ラインは年長者であり連邦化に反対するラインはディーキンのような有名な連邦主義者を容認できず、年下でもあるディーキンに尽くすことを拒否した。張り詰めたやり取りの後、バートンは首相に任命された。そして内閣が組織された。
バートンの内閣（en:Barton Ministry）の主な仕事は最初の連邦議会選挙を管理し組織して成功することで1901年3月に開催された。首相で外務大臣バートンと大蔵大臣ジョージ・ターナー（en:George Turner）、司法長官アルフレッド・ディーキン、防衛大臣ジョン・フォレスト（en:John Forrest）、国務大臣ウィリアム・ライン、通商関税大臣チャールズ・キングストン、郵政局長ジェイムズ・ドレイク（en:James Drake）行政最高評議会（en:Federal Executive Council）の副総裁リチャード・オコーナー、無任所大臣エリオット・ルイス（en:Elliott Lewis）で成っていた。バートンは新議会でハンター（en:Division of Hunter）の議席に反対するもののいないなか選出され、バートンの保護貿易党は労働党の支持により政府を組織するのに十分な議席を勝ち取った。バートン内閣はエリオット・ルイスを除く全員が選出され、ルイスは選挙に立候補せずフィリップ・フィッシュ（en:Philip Fysh）によって代わられた。
バートン政府の最初の法律制定の一つは法の下に白豪主義を書きつけた移民制限法だった。政府支持の協定の一部として労働党の要求はアジアからの移民制限の立法であったが実際バートンは自分の選挙運動の中に白豪主義の導入を約束した。バートンは「男性の平等主義はイギリス人と中国人を平等に扱うことを意図したことはかつて無かった」と述べた。
1つの注目すべき改革は、1902年の連邦議会選挙のために女性参政権を導入したことだ。

1902年の大半をバートンはエドワード7世の戴冠式のためにイングランドで過ごした。この旅行は同様に新たなオーストラリア連邦とイギリスとの協定（イギリス海軍が海外からの海軍脅威から保護する下でオーストラリアが資金を提供する協定）によってオーストラリア植民地時代とイギリスとの海軍協定を返還する交渉にも使われた。ディーキンはこの取り決めを嫌い交渉を取りやめて1908年にしっかりとオーストラリア自身の海軍を拡張するために動いた。
バートンは温和な保守主義者だった。そしてバートンの党内の進歩的な自由主義者たちはバートンの政治活動へのざっくばらんな態度を嫌っていた。大きくて、ハンサムで陽気な男バートンは長い夕食と良いワインを好み週刊誌ブレティン（en:The Bulletin）によって"大酒飲みトビー"（Toby Tosspot）とあだ名をつけられた。
1903年9月、バートンはオーストラリア高等裁判所の設立判事の一人となり議会を去った。バートンは9月24日、ディーキンに首相の後任を託した。

## 裁判所での経歴

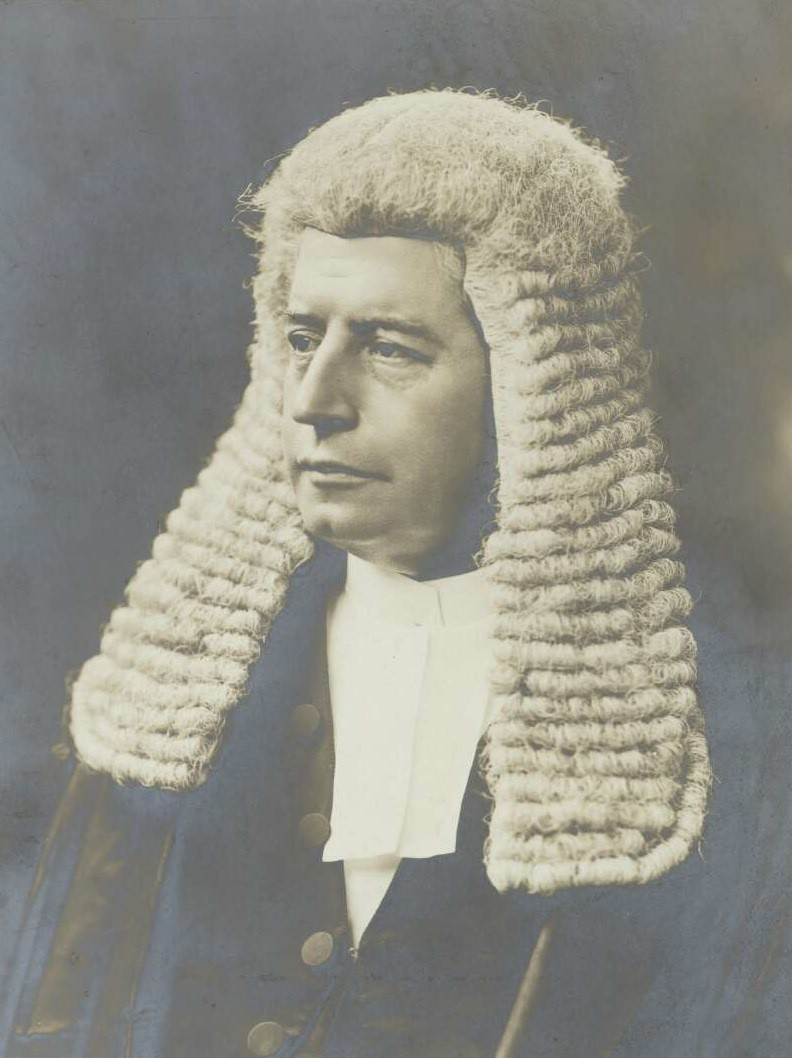
1903年バートン54歳・2度目のオーストラリア最高裁判事時代

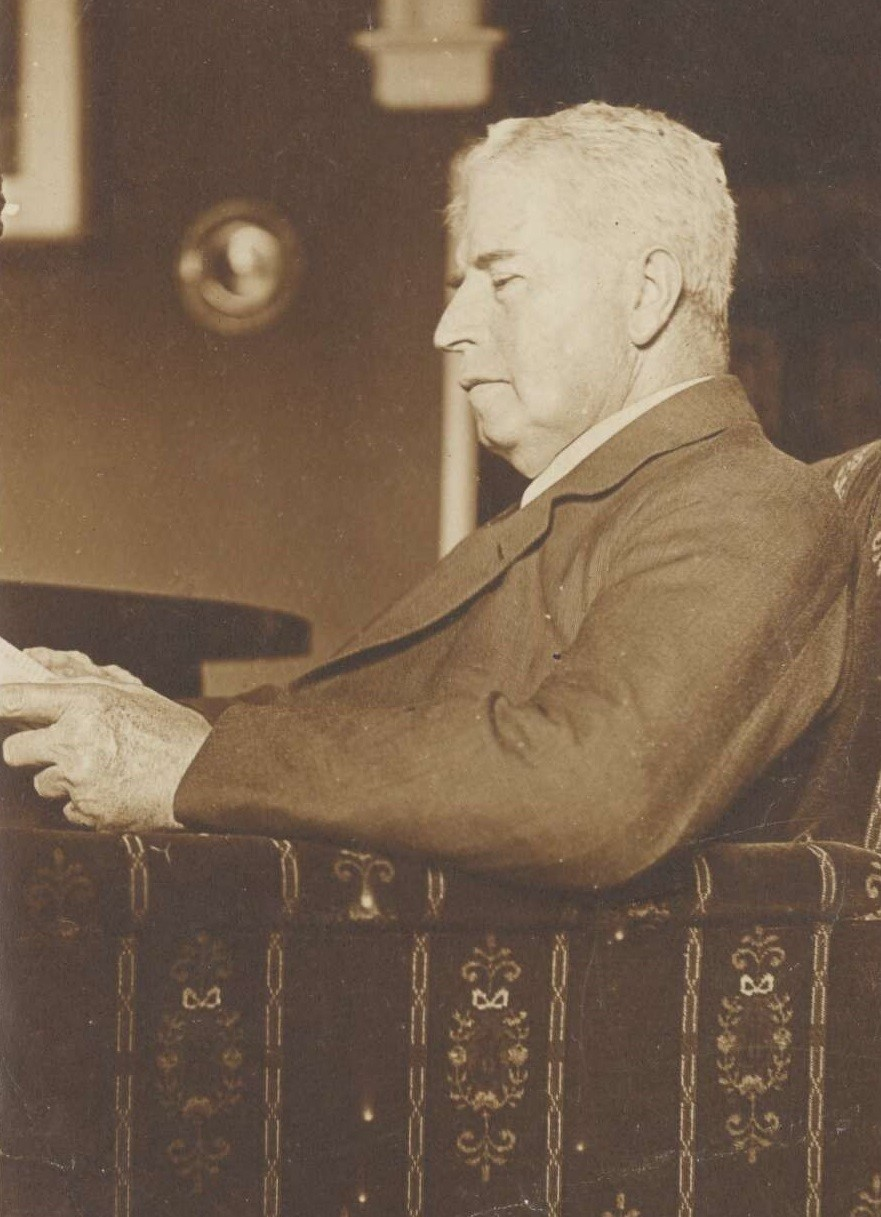
バートン65歳

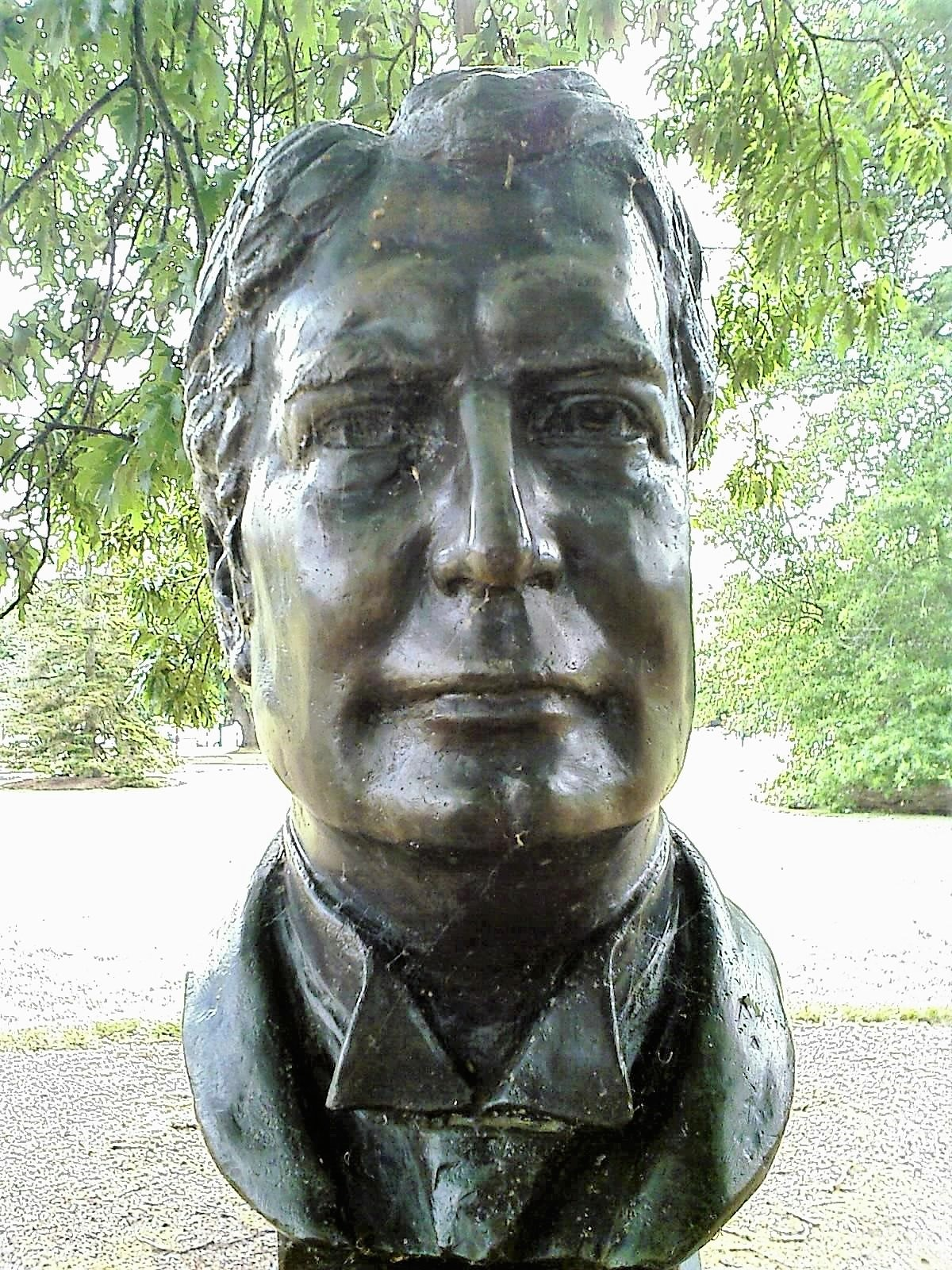
バララット植物園内のプライム・ミニスターズ・アヴェニュー（en:Prime Minister's Avenue）に置かれたエドモンド・バートンの胸像（造形家ウォレス・アンダーソン作）

法廷でのバートンは立派で、"誠実で公平な"判事として尊敬され、政界で培った穏健派保守の姿勢と同じものを採用した。バートンは同僚のグリフィスとオコーナーを連れ立って、州の自治を保つように試み、州が連邦幹部から税を徴収する事や同様に連邦が州の鉄道の産業論争の仲裁を妨げていた"政策補助部門の暗に示された免責（implied immunity of instrumentalities）"の規則を進展させた。彼らは同様に連邦政府の通商と産業の問題への権限を狭く解釈した。1906年以後のバートンはディーキンによって法廷に任命されたアイザック・アイザックス（en:Isaac Isaacs）とヘンリー・バーンズ・ヒギンズ（en:H. B. Higgins）の2人の進歩的自由主義者とますます衝突した。

## 死と家族
バートンは心不全のため、ニューサウスウェールズ州・メドローバス（en:Medlow Bath）のハイドロ・マジェスティック・ホテルで死亡した。バートンはヴォークリューズのシドニー郊外のサウス・ヘッド・ジェネラル墓地で埋葬された。（ウェバリー墓地・en:Waverley Cemetery参照）バートンは妻と6人の子供を残し亡くなった。
- エドモンド・アルフレッド（1879年3月29日-1949年11月13日）
- ウィルフリッド・アレクサンダー（1880年-）
- ジェーン・アリス（1882年-）
- アーノルド・ハーバート（1884年1月3日-）
- オズワルド（1888年1月8日-1956年2月6日）
- レイラ・ステファニー（1892年-）

## 名誉勲章
バートンは1887年、1891年そして1899年と騎士の爵位を辞退したが、1902年に聖マイケル・聖ジョージ勲章 (GCMG)を作成することには同意した。バートンは1900年にケンブリッジ大学から名誉のみの法学博士号を受けている。